# Șcerbakî, Kremenciuk
Șcerbakî (în ucraineană Щербаки) este un sat în comuna Rokîtne din raionul Kremenciuk, regiunea Poltava, Ucraina.

## Demografie
Componența lingvistică a localității Șcerbakî
     Ucraineană (90,61%)
     Rusă (8,66%)
     Alte limbi (0,72%)
Conform recensământului din 2001, majoritatea populației localității Șcerbakî era vorbitoare de ucraineană (90,61%), existând în minoritate și vorbitori de rusă (8,66%).